# Conservatorismo negli Stati Uniti d'America
Il conservatorismo statunitense, a lungo minoritario nel panorama politico e culturale, comporta delle differenze rispetto a quello europeo. Sebbene non manchino varianti dello stesso (generalmente inclini al conservatorismo liberale o a quello nazionale) e nei diversi periodi storici abbia avuto varie sfaccettature, esso si è caratterizzato in modo singolare, concentrandosi innanzitutto sull'importanza di preservare libertà dei cittadini e i principi dell'individualismo, caratteristica fondamentale della democrazia.
Queste tesi si sono affermate definitivamente solo negli ultimi quarant'anni e hanno trovato ampio spazio nel Partito Repubblicano, dopo essere stati presenti negli Stati del Sud dominati dal Partito Democratico.

## Definizione
Se la Old Right, che si oppose al New Deal di Franklin Delano Roosevelt, si caratterizzava per una posizione libertarian in economia e isolazionista in politica estera, il conservatorismo che si è affermato negli ultimi quarant'anni con Barry Goldwater, Ronald Reagan e George W. Bush, ha subito un'evoluzione in senso interventista verso l'estero, anche grazie al contributo dei neoconservatori, un gruppo di elettori delusi dalle politiche progressiste Partito Democratico.
Oggi i conservatori statunitensi si distinguono da quelli europei per l'intensità con la quale sostengono il liberismo (nell'accezione di libertarianismo e di Stato minimo) e per la caratterizzazione religiosa. Sostengono il diritto di possedere armi, la pena di morte per i reati efferati e la tutela della cultura occidentale dalle minacce da parte del Comunismo, dall'Islamismo e dal relativismo culturale.
Il profilo del movimento conservatore, e chiaramente del Partito Repubblicano negli ultimi decenni, risente quindi del connubio tra difesa dei valori cristiani e patriottici e liberismo economico. 
Sebbene, come detto, queste posizioni siano condivise dalla maggioranza dei membri del Partito Repubblicano, i conservatori si distinguono in due filoni culturali: i libertarians e i sociali. I primi sostengono i diritti e le libertà individuali, il principio del governo limitato, la necessità di ridurre il peso del governo (small government) e di avere bilanci dello Stato in equilibrio, in ossequio al conservatorismo fiscale.
I secondi enfatizzano i temi etici e si caratterizzano per la loro opposizione ad aborto, eutanasia, matrimonio omosessuale e fecondazione artificiale. Nel campo dei conservatori sociali, significativa è l'influenza della religious right. Riguardo alla politica estera, se i primi tendono a essere prevalentemente non-interventisti nel campo delle relazioni internazionali, i secondi, influenzati dalle tesi neoconservatrici, sostengono una politica estera alquanto aggressiva, volta a contrastare il terrorismo.
Nel Partito Democratico sono conservatori i membri della Blue Dog Coalition, che si caratterizzano per le loro posizioni in campo etico-sociale, per l'appoggio dato ai Repubblicani in politica estera e per il sostegno dato alle tesi protezioniste. Recentemente alcuni Blue Dogs, che provengono soprattutto dal Sud e dal Sud-Ovest degli Stati Uniti, si sono in larga parte opposti alla riforma sanitaria proposta dal presidente democratico Barack Obama. Questa componente era decisamente in auge durante la presidenza di Bill Clinton; oggigiorno la sua influenza si sta affievolendo, vista l'estrema polarizzazione che ha portato alla scomparsa del filone progressista nel Partito Repubblicano e allo spostamento verso sinistra della linea programmatica e valoriale democratica.
A questo punto può essere utile approfondire alcuni dei principali filoni del conservatorismo americano: conservatorismo sociale, teoconservatorismo, neoconservatorismo e paleconservatorismo.

## Conservatorismo sociale
Il conservatorismo sociale americano è quella corrente del conservatorismo di questo Paese che si occupa prevalentemente delle tematiche etico-sociali, opponendosi strenuamente all'aborto, alla fecondazione artificiale, all'eutanasia e proponendo politiche generose nei confronti delle famiglie, considerate cellule
fondamentali della società. 
I social-conservatori sono influenzati dalla Christian right, spingono per la preghiera nelle scuole pubbliche, per i finanziamenti governativi per le scuole religiose private. Sulla scia del neoconservatorismo propendono infine per azioni di politica estera aggressive e finalizzate a contrastare il terrorismo.

## Teoconservatorismo
Il teoconservatorismo è una corrente del movimento conservatore americano che, oltre ad abbracciare le posizioni care ai conservatori sociali di cui sopra, prefigura una meno netta distinzione tra sfera religiosa e dello Stato. Le sue posizioni discendono non particolarmente dalla tradizione, come nel caso dei conservatori sociali, bensì dalla Sacra Scrittura.
Il termine teocon (theocon) indica solitamente gli appartenenti a branche del mondo cristiano che sono schierati su posizioni considerate conservatrici, o che uniscono un'ideologia politicamente conservatrice con la difesa di alcuni temi sociali a forte impronta religiosa. Si tratta in genere di appartenenti alla tradizione evangelica degli Stati Uniti. Spesso il termine è erroneamente confuso con neocon. Sebbene alcuni theocons possano essere vicini al movimento neocon e viceversa, si tratta di due concetti diversi, riferendosi, il primo, al rapporto tra politica e religione e, il secondo, a una particolare teoria di politica estera.

## Neoconservatorismo
Il neoconservatorismo è una corrente che si occupa prevalentemente di politica estera. Di origine liberal, i neoconservatori sono più aperti nel campo dei temi etici rispetto ad altre correnti conservatrici, non si oppongono più di tanto ai principi del big government e propongono solo limitate restrizioni alla spesa sociale. Dal punto di vista della politica estera, il movimento sostiene l'utilizzo della forza militare, se necessario in maniera unilaterale, per sostituire regimi dittatoriali con democrazie. Questa visione è contraria all'internazionalismo, al realismo e all'isolazionismo.

## Paleoconservatorismo
Erede della Old Right, forte soprattutto nel Midwest del Paese, il paleoconservatorismo è quella corrente che potremmo definire "di vecchio stile", essendo legata all'originale tradizione politica conservatrice, priva di ogni tratto liberal. I paleoconservatori sono conservatori sociali inclini all'isolazionismo e al protezionismo: sebbene sostengano il capitalismo e il libero mercato all'interno degli Stati Uniti, sono diffidenti nei confronti dei trattati internazionali, in particolare quelli relativi all'apertura dei commerci, e della partecipazione del Paese in conflitti esteri. Infine, i paleoconservatori si oppongono strenuamente all'immigrazione, sia illegale che legale, in linea con il cosiddetto nativism.

## Conservatorismo nazionale
Dai tratti simili a quelli europei, ha acquisito una certa rilevanza durante la prima presidenza di Donald Trump. 
Prevalentemente concentrato sulla difesa dell'identità e degli interessi nazionali, si oppone alle teorie woke, sostiene il libero mercato, la riduzione del carico fiscale su famiglie e imprese, la deregolamentazione dei settori dei trasporti, tagli alla spesa pubblica, aumento degli investimenti militari.
Altri programmi riguardano intransigenti politiche di ordine pubblico, la lotta all'immigrazione clandestina e scelte di stampo sociale.